# Þóra
Þóra ist ein isländischer und altnordischer weiblicher Vorname.

## Herkunft und Bedeutung
Þóra ist die weibliche Variante des Namens Þór ab, der auf den Donnergott Thor zurückgeht (vgl. auch Thora).

## Verbreitung
Der Name gehört zu den 40 beliebtesten weiblichen Vornamen in Island.

## Namensträgerinnen
- Þóra Arnórsdóttir (* 1975), isländische TV-Moderatorin
- Þóra Björg Helgadóttir (* 1981), isländische Fußballspielerin